# Paropsimelina
Paropsimelina là một chi bọ cánh cứng trong họ Chrysomelidae.
Chi này được miêu tả khoa học năm 2005 bởi Daccordi.

## Các loài
Chi này gồm các loài:
- Paropsimelina alessandrae Daccordi, 2005